# تپه چشمه قنبر
تپه چشمه قنبر مربوط به عصر برنز - عصر آهن است و در شهرستان ابهر، بخش سلطانیه، دهستان سلطانیه، ۳۷۰۰ متری شرق روستای ویر واقع شده و این اثر در تاریخ ۱۲ دی ۱۳۸۶ با شمارهٔ ثبت ۲۰۴۵۸ به‌عنوان یکی از آثار ملی ایران به ثبت رسیده است.